# デンジャーマウス (2015年のアニメ)
『デンジャーマウス』（Danger Mouse (2015 TV series)）は、イギリスのテレビアニメ。
フリーマントル・メディアとボルダー・メディアが、2017年まで制作。2018年からはボート・ロッカー・メディアによって制作されている。

## 概要
この番組は、1981年に製作されたオリジナル版『デンジャーマウス クラシック・コレクション(日本未放送)』のリブート版。この作品が検討されたのは2013年、オリジナル版の共同製作者であるブライアン・コスグローヴが支援した。翌年（2014年）にはメインキャスト、後に追加キャストが発表された。2015年9月28日からはCBBCで放送されるようになり、初放送から3週間以内に240万人の視聴者を獲得し、CBBCチャンネルで高評価を取得した。日本では本作で初めて日本語吹き替え版が製作され、Netflix（ネット配信）とディズニーXD（テレビ放送）で初上陸している。

## ストーリー
自称「世界最大の秘密エージェント」であるデンジャーマウスと、さまざまな危険から世界を守る彼のハムスターの相棒ペンフォールドを中心に展開している。上司のK大佐と天才科学者のスクォーケンクルック博士の助けを借り、デンジャーマウスは彼の敵であるグリーンバック男爵を倒すための装備を備えている。

## 放送・配信
| 国       | 放送局               | 放送時期                           |
| -------- | -------------------- | ---------------------------------- |
| イギリス | CBBC                 | 2015年9月28日 – 2019年3月12日      |
| 日本     | ディズニーXD         | 2017年7月2日 - 不明                |
| 国       | 配信プラットフォーム | 配信時期                           |
| 全世界   | Netflix              | 2016年4月29日 - (日本語吹き替え版) |

## キャラクター

### メイン
デンジャーマウス
声：阪口周平/アレクサンダー・アームストロング
世界最大の秘密エージェント。彼の能力に非常に自信があり、危険な状況を無理に作るような行動をとることがある。
ペンフォールド
声：江藤博樹/ケビン・エルドン
デンジャーマウスの助手。臆病なタイプでとても柔和。
K大佐
声：さかき孝輔/スティーヴン・フライ
デンジャーマウスとペンフォールドの上司を務めるチンチラ。以前はデンジャーKと呼ばれるエージェントだったことも明かしている。
スクォーケンクルック博士
声：種市桃子/ショーナ・マクドナルド
シークレットサービスの主任科学者。デンジャーマウスの勝手な行動にスクォーケンは悩まされている。博士は後に、デンジャーマウスの未来の妻になる。
グリーンバック男爵
声：桂一雅/エド・ガガン
主な敵対者、犯罪の首謀者、デンジャーマウスの大敵。
スティレット
声：越後屋コースケ/デイブ・ラム
グリーンバックのイタリアのカラス相棒。
ネロー
声：マーク・シルク
グリーンバックのペットのふわふわの白い毛虫で、知性と狡猾さがある。
ナレーター
声：水越健/デイブ・ラム
オリジナルのTVシリーズと同様に、4番目の壁を頻繁に破り、視聴者と他のキャラクターの両方と相互作用し、エピソードの敵から自分自身を危険にさらすことがよくある。

### その他
パンダミニオン
声：佐々木拓真/エド・ガガン
パンダとグリーンバックの最新のインテリジェントでないミニオン。
ドクター・ルシファー
声：佐々木拓真/ケイバン・ノバック
ドーン
声：設楽麻美/モルウェナ・バンクス
マインドジェルと接触した後に強くなったプードル。後に娘であることが明らかになった。
キングコング・ブルネル
声：佐々木拓真/ケイバン・ノバック
科学者の猿、科学に実用的じゃない発明を思いついている。過去には、有用な発明を自分の物に全て置き換えるためのタイムマシンを作ったことがある。
クワーク
声：越後屋コースケ/エド・ガガン
空腹のエイリアン・ハックスター。
スノーマン
声：佐々木拓真/リチャード・アヨアーデ
雪男のような雪だるま。
ダッキュラ伯爵
声：越後屋コースケ/ラスムス・ハーディカー
スターに夢中の吸血鬼のアヒル。
ペンフォールド男爵
声：江藤博樹/ケビン・エルドン
パラレルワールドの最大の悪者、シニスターマウスと共に悪事を働いている。
シニスターマウス
声：阪口周平/アレクサンダー・アームストロング
世界最大の邪悪なエージェントとパラレルワールド(別次元)からのデンジャーマウスの双子。
女王
声：仲村かおり/モルウェナ・バンクス
イギリスの女王。
ジョパディーマウス
声：的場加恵/レナ・ヘディ
デンジャーマウスに相当するアメリカ人女性。
クラムホルン博士
声：岩城泰司/ジョン・オリバー
プリンセスの父、オーガスタス・P・クルムホルン3世の息子。クラムホルンは金持ちで、娘を幸せにしようと全世界の企業を買収するためにデンジャーマウスを倒そうと企んでいる。
イアン
声：佐々木拓真/ラスムス・ハーディカー
世界いちのデンジャーマウスの大ファン。

## エピソード
| シーズン | シーズン | エピソード | オリジナル放送日 イギリス | オリジナル放送日 イギリス |
| シーズン | シーズン | エピソード | 放送開始日                | 放送終了日                |
| -------- | -------- | ---------- | ------------------------- | ------------------------- |
|          | 1        | 50         | 2015年9月28日             | 2016年10月20日            |
|          | 2        | 50         | 2017年6月14日             | 2019年3月12日             |

### シーズン1
全50話、日本では2シーズン分けて配信。
| 話数 | 邦題 （NETFLIX）                 | 邦題 （ディズニーXD）      | 原題                                |
| ---- | -------------------------------- | -------------------------- | ----------------------------------- |
| 1    | デンジャーマウス始動…再び!       | デンジャーマウス参上       | Danger Mouse Begins... Again        |
| 2    | 海は危険がいっぱい               | 海のモンスター             | Danger at C Level                   |
| 3    | 宇宙植物エヴァンズ               | 植物の声を聞け             | Greenfinger                         |
| 4    | トイレの惑星                     | トイレのわく星             | Planet of the Toilets               |
| 5    | ピンクの夜明け                   | ピンク色の恐怖             | Pink Dawn                           |
| 6    | ビッグヘッドの覚醒               | システムの反乱             | Big Head Awakens                    |
| 7    | ワールド・ワイド・クモの巣       | クモなんて怖くない         | The World Wide Spider               |
| 8    | 地球が止まっちゃう日             | 地球が止まる日             | The Other Day the Earth Stood Still |
| 9    | デンジャーワールドへようこそ！   | 人気者はつらいよ           | Welcome to Danger World!            |
| 10   | ジョパディーマウス               | ?                          | Jeopardy Mouse                      |
| 11   | デンジャーKの帰還                | 復活のデンジャーK          | The Return of Danger K              |
| 12   | ビッグ・ペンフォールド           | 巨大ペンフォールド         | Big Penfold                         |
| 13   | アンユージュアル・サスペクツ     | スパイは誰だ               | The Unusual Suspects                |
| 14   | デンジャーなファン               | ?                          | Danger Fan                          |
| 15   | クワークゲーム                   | ?                          | Quark Games                         |
| 16   | スノーマン来たる                 | スノーマンが街にやってくる | The Snowman Cometh                  |
| 17   | 発明を阻む者                     | 大発明の少し前に           | The Inventor Preventer              |
| 18   | ネバーセイ・クレバーアゲイン     | 天才は一日にしてならず     | Never Say Clever Again              |
| 19   | シニスターマウス                 | ?                          | Sinister Mouse                      |
| 20   | グリーンバック村が一番！         | ?                          | There's No Place Like Greenback     |
| 21   | フロム・ダック・トゥ・ドーン     | ダッキュラ伯爵の夜         | From Duck to Dawn                   |
| 22   | ハッピー・ボム・デー！           | ドタバタバースデー         | Happy Boom Day!                     |
| 23   | フランケンスクォークの怪物       | 家族愛とモンスター         | Frankensquawk's Monster             |
| 24   | エスケープ・フロム・ビッグヘッド | ビッグヘッド再び           | Escape From Big Head                |
| 25   | メガハーツ・アタック             | -                          | Megahurtz Attacks                   |
| 26   | ハムスター・エフェクト           | -                          | The Hamster Effect                  |
| 27   | 善玉、毛玉、卑劣漢               | -                          | The Good, the Baaaaa and the Ugly   |
| 28   | ピエロの攻撃                     | -                          | Attack of the Clowns                |
| 29   | チーズマゲドン                   | -                          | Cheesemageddon                      |
| 30   | クイーン・オブ・ザ・ゾウムシ     | -                          | Queen of Weevils                    |
| 31   | ハイドランド万歳                 | -                          | Hail Hydrant                        |
| 32   | 機密じゃない情報                 | -                          | Wicked Leaks                        |
| 33   | トゥモロー・ネバー・カム         | -                          | Tomorrow Never Comes                |
| 34   | ハーフ・ワールド・イズ・イナフ   | -                          | Half the World is Enough            |
| 35   | クローンとの戦い                 | -                          | Send in the Clones                  |
| 36   | 逆転世界の覇者                   | -                          | Masters of the Twystyverse          |
| 37   | デンジャーは永遠に               | -                          | Danger is Forever                   |
| 38   | 大事なペンフォールド             | -                          | Very Important Penfold              |
| 39   | かわいらしき者は地を継がん       | -                          | The Cute Shall Inherit the Earth    |
| 40   | 5人目のスター                    | -                          | All 5 It                            |
| 41   | ドリームウォーリアー             | -                          | Dream Worrier                       |
| 42   | 自信を取り戻せ                   | -                          | The Confidence Trick                |
| 43   | 風邪をひいたスパイ               | -                          | The Spy Who Came In With A Cold     |
| 44   | サー・デンジャーマウス           | -                          | Sir Danger de Mouse                 |
| 45   | ダッキュラ・ショー               | -                          | The Duckula Show                    |
| 46   | エージェント58                   | -                          | Agent 58                            |
| 47   | 部下にありがとう                 | -                          | Thanks a Minion!                    |
| 48   | 高校は食べられない               | -                          | High School Inedible                |
| 49   | マウスフォール                   | -                          | Mousefall                           |
| 50   | マウスライズ                     | -                          | Mouse Rise                          |

### シーズン2
全50話、日本未上陸